# Демокрация (вестник)
„Демокрация“ е български вестник, всекидневник, който излиза в периода февруари 1990 – май 2002 г. Вестникът е известен като партийния орган на Съюза на демократичните сили (СДС).
Заради големите му дългове през май 2002 г. е спрян от новоизбрания тогава лидер на СДС Надежда Михайлова. През декември 2005 г., като опит да се възроди старият вестник, започва да излиза нов вестник – вече седмичник, с името „Демокрация днес“. Той се обявява като „национален седмичник за политика, икономика и култура“. Издаван е от акционерно дружество със същото име.

## Главни редактори
- Йордан Василев (12 февруари 1990 – септември 1990)
- Волен Сидеров (септември 1990 – февруари 1992)
- Енчо Мутафов (февруари 1992 – март 1993)
- Панайот Денев (март 1993 – август 1994)
- Иво Инджев (септември 1994 – юли 1995)
- Невен Копанданова (април 1996 – 1 юни 2000)
- Атанас Свиленов (2 юни 2000 – 18 април 2002)
- Недко Петров (18 април 2002 – юни 2002)